# Ahmet Özdemirok
Ahmet Özdemirok, född 25 januari 1981 i Stockholm, är en svensk vänsterback i fotboll. Han spelar för närvarande inte i ett lag och har lagt skorna på hyllan. Ahmet Özdemirok spelade 2006-2011 i Syrianska FC, där han också var lagkapten. Han gick över till Varbergs BoIS 2012.